# Jutta Kleinschmidt

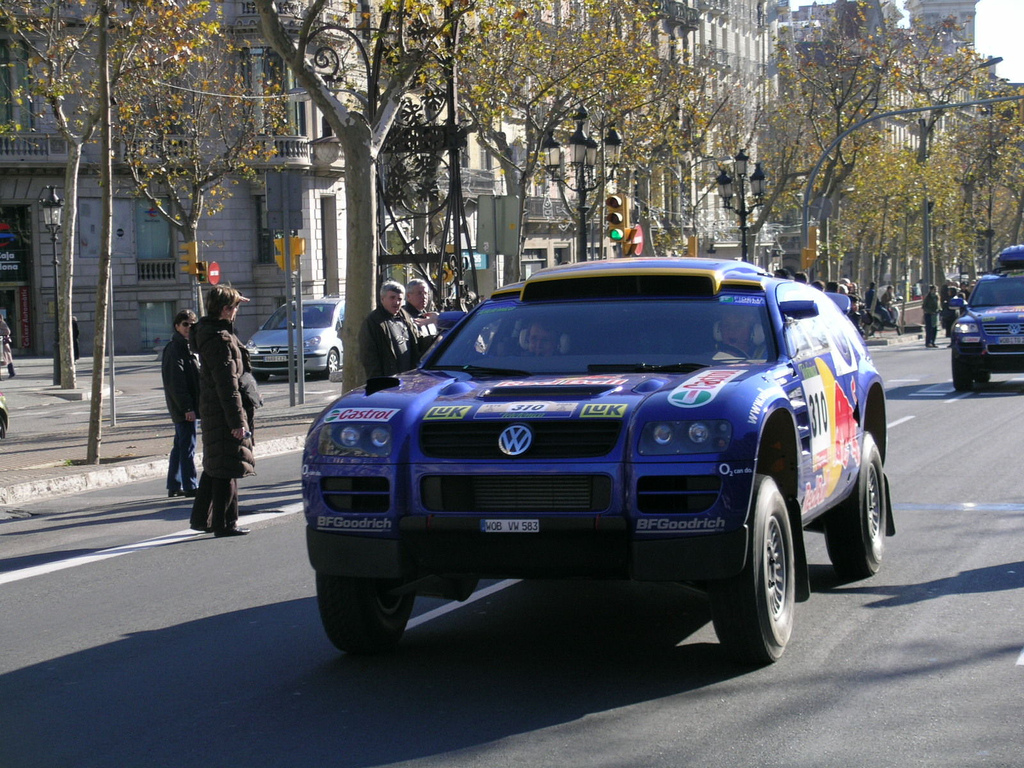
Volkswagen csapat színeiben a 2005-ös Dakaraon

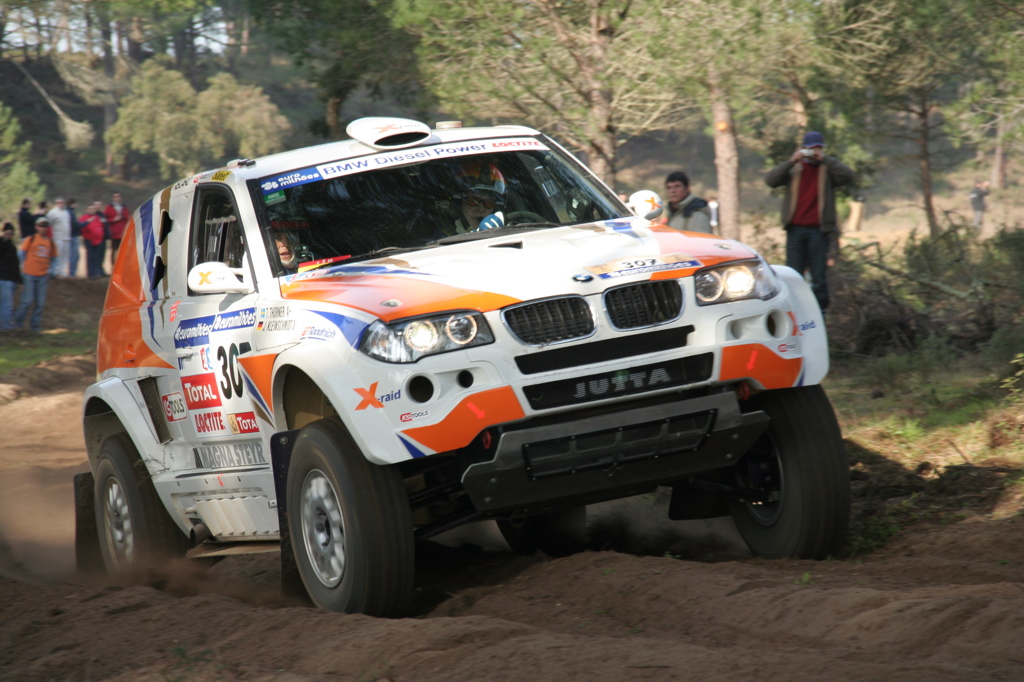
BMW-vel a 2007-es Dakaron

Jutta Kleinschmidt (Köln, 1962. augusztus 29. –) német autóversenyző, a Dakar-rali első női győztese.

## Pályafutása
Először 1988-ban, motoron vágott neki a Dakarnak. 2001-ben, a Mitsubishi csapattal megnyerte a sivatagi futamot, máig ő az egyetlen nő, akinek ez sikerült.